# Hoplotarache binominata
Hoplotarache binominata är en fjärilsart som beskrevs av Butler 1892. Hoplotarache binominata ingår i släktet Hoplotarache och familjen nattflyn. Inga underarter finns listade i Catalogue of Life.